# Argentina Open 2025 - Singolare
Il singolare maschile del torneo di tennis professionistico Argentina Open 2025, facente parte della categoria ATP Tour 250 nell'ambito dell'ATP Tour 2025, si gioca al Buenos Aires Lawn Tennis Club di Buenos Aires in Argentina, dal 10 al 16 febbraio 2025.
Tra i ventotto partecipanti è presente Facundo Díaz Acosta, il detentore del titolo, ma è stato sconfitto al primo turno da Thiago Seyboth Wild.
Questo torneo ha visto l'ultima apparizione da professionista dell'ex numero 8 del mondo Diego Schwartzman.
Al primo turno ha sconfitto Nicolás Jarry, 7ª testa di serie, per poi perdere al 2º turno contro Pedro Martínez.
João Fonseca ha conquistato il titolo del singolare all'Argentina Open 2025, battendo in finale Francisco Cerúndolo con il punteggio di 6-4, 7-6(1)..
La sua vittoria è stata un'esperienza indimenticabile, un'esplosione di emozioni e divertimento.
Durante il cammino verso il suo primo titolo ATP Tour ha salvato due match point (nei quarti di finale contro Mariano Navone), un'esperienza importante nel suo percorso di crescita.
Fonseca è stato il vincitore più giovane brasiliano e il secondo più giovane sudamericano nell'Era Open, preceduto solo dall'argentino Guillermo Pérez Roldán nel 1987 a diciassette anni.
È il primo uomo nato nel 2006 a conquistare un titolo di alto livello, con una vittoria che ha lasciato il segno nella storia del tennis.
Ha fatto il suo ingresso nel torneo attraverso il Next Gen Accelerator Program, lanciato dall'ATP nel 2024, diventando un tal modo il primo giocatore Next Gen a vincere un titolo a livello tour.
Fonseca è stato il primo brasiliano a conquistare il titolo dell'Argentina Open dopo Gustavo Kuerten nel 2001, e il campione meno quotato nella storia del torneo (iniziando dal 99º posto al mondo).
Con questo risultato ha guadagnato ben 31 posti nella classifica ATP, insediandosi al 68° gradino del ranking.

## Teste di serie
Le prime quattro teste di serie hanno ricevuto un bye per il secondo turno.
1. Alexander Zverev (quarti di finale)
2. Holger Rune (secondo turno)
3. Lorenzo Musetti (quarti di finale, ritirato)
4. Alejandro Tabilo (secondo turno)

1. Francisco Cerúndolo (finale)
2. Sebastián Báez (secondo turno)
3. Nicolás Jarry (primo turno)
4. Tomás Martín Etcheverry (primo turno)

## Wildcard
1. Francisco Comesaña (primo turno)
2. Diego Schwartzman (secondo turno)

1. Camilo Ugo Carabelli (primo turno)

## Qualificati
1. Francesco Passaro (ritirato)
2. Román Andrés Burruchaga (primo turno)

1. Laslo Djere (semifinale)
2. Juan Manuel Cerúndolo (secondo turno)

### Lucky loser
1. Federico Coria (secondo turno)

1. Sumit Nagal (primo turno)

## Tabellone

### Legenda
| - Q = Qualificato - WC = Wild card - LL = Lucky loser | - ALT = Alternate - SE = Special Exempt - PR = Protected Ranking | - w/o = Walkover - r = Ritirato - d = Squalificato |

### Parte finale
|  | Semifinali | Semifinali          | Semifinali          | Semifinali | Semifinali |  |  | Finale | Finale              | Finale              | Finale | Finale |  |
|  |            |                     |                     |            |            |  |  |        |                     |                     |        |        |  |
|  | 5          | Francisco Cerúndolo | Francisco Cerúndolo | 6          | 6          |  |  |        |                     |                     |        |        |  |
|  |            | Pedro Martínez      | Pedro Martínez      | 2          | 4          |  |  | 5      | Francisco Cerúndolo | Francisco Cerúndolo | 4      | 61     |  |
|  | Q          | Laslo Djere         | 63                  | 7          | 1          |  |  |        | João Fonseca        | João Fonseca        | 6      | 7      |  |
|  |            | João Fonseca        | 7                   | 5          | 6          |  |  |        |                     |                     |        |        |  |

### Parte alta
| Primo turno | Primo turno       | Primo turno | Primo turno | Primo turno | Primo turno | Primo turno |  |  | Secondo turno | Secondo turno | Secondo turno | Secondo turno | Secondo turno | Secondo turno | Secondo turno |  |  | Quarti di finale | Quarti di finale | Quarti di finale | Quarti di finale | Quarti di finale | Quarti di finale | Quarti di finale |  |  | Semifinale | Semifinale  | Semifinale | Semifinale | Semifinale | Semifinale | Semifinale |
|             |                   |             |             |             |             |             |  |  |               |               |               |               |               |               |               |  |  |                  |                  |                  |                  |                  |                  |                  |  |  |            |             |            |            |            |            |            |
|             |                   |             |             |             |             |             |  |  |               |               |               |               |               |               |               |  |  |                  |                  |                  |                  |                  |                  |                  |  |  |            |             |            |            |            |            |            |
|             |                   |             |             |             |             |             |  |  | 1             | A Zverev      | 6             | 6             |               |               |               |  |  |                  |                  |                  |                  |                  |                  |                  |  |  |            |             |            |            |            |            |            |
|             | R Carballés Baena | 68          | 5           |             |             |             |  |  |               | D Lajović     | 4             | 4             |               |               |               |  |  |                  |                  |                  |                  |                  |                  |                  |  |  |            |             |            |            |            |            |            |
|             | D Lajović         | 7           | 7           |             |             |             |  |  |               |               |               |               |               |               |               |  |  | 1                | A Zverev         | 6                | 3                | 2                |                  |                  |  |  |            |             |            |            |            |            |            |
| Q           | RA Burruchaga     | 64          | 6           | 5           |             |             |  |  |               |               |               |               |               |               |               |  |  | 5                | F Cerúndolo      | 3                | 6                | 6                |                  |                  |  |  |            |             |            |            |            |            |            |
| Q           | JM Cerúndolo      | 7           | 5           | 7           |             |             |  |  | Q             | JM Cerúndolo  | 2             | 3             |               |               |               |  |  |                  |                  |                  |                  |                  |                  |                  |  |  |            |             |            |            |            |            |            |
|             | L Darderi         | 4           | 4           |             |             |             |  |  | 5             | F Cerúndolo   | 6             | 6             |               |               |               |  |  |                  |                  |                  |                  |                  |                  |                  |  |  |            |             |            |            |            |            |            |
| 5           | F Cerúndolo       | 6           | 6           |             |             |             |  |  |               |               |               |               |               |               |               |  |  |                  |                  |                  |                  |                  |                  |                  |  |  | 5          | F Cerúndolo | 6          | 6          |            |            |            |
|             |                   |             |             |             |             |             |  |  |               |               |               |               |               |               |               |  |  |                  |                  |                  |                  |                  |                  |                  |  |  |            | P Martínez  | 2          | 4          |            |            |            |
|             |                   |             |             |             |             |             |  |  | 3             | L Musetti     | 6             | 6             |               |               |               |  |  |                  |                  |                  |                  |                  |                  |                  |  |  |            |             |            |            |            |            |            |
|             | C Moutet          | 7           | 6           |             |             |             |  |  |               | C Moutet      | 2             | 3             |               |               |               |  |  |                  |                  |                  |                  |                  |                  |                  |  |  |            |             |            |            |            |            |            |
| LL          | S Nagal           | 5           | 2           |             |             |             |  |  |               |               |               |               |               |               |               |  |  | 3                | L Musetti        |                  |                  |                  |                  |                  |  |  |            |             |            |            |            |            |            |
|             | D Džumhur         | 6           | 2           | 63          |             |             |  |  |               |               |               |               |               |               |               |  |  |                  | P Martínez       | w/o              |                  |                  |                  |                  |  |  |            |             |            |            |            |            |            |
|             | P Martínez        | 0           | 6           | 7           |             |             |  |  |               | P Martínez    | 6             | 6             |               |               |               |  |  |                  |                  |                  |                  |                  |                  |                  |  |  |            |             |            |            |            |            |            |
| WC          | D Schwartzman     | 7           | 4           | 6           |             |             |  |  | WC            | D Schwartzman | 2             | 2             |               |               |               |  |  |                  |                  |                  |                  |                  |                  |                  |  |  |            |             |            |            |            |            |            |
| 7           | N Jarry           | 610         | 6           | 3           |             |             |  |  |               |               |               |               |               |               |               |  |  |                  |                  |                  |                  |                  |                  |                  |  |  |            |             |            |            |            |            |            |

### Parte bassa
| Primo turno | Primo turno     | Primo turno | Primo turno | Primo turno | Primo turno | Primo turno |  |  | Secondo turno | Secondo turno  | Secondo turno | Secondo turno | Secondo turno | Secondo turno | Secondo turno |  |  | Quarti di finale | Quarti di finale | Quarti di finale | Quarti di finale | Quarti di finale | Quarti di finale | Quarti di finale |  |  | Semifinale | Semifinale | Semifinale | Semifinale | Semifinale | Semifinale | Semifinale |
|             |                 |             |             |             |             |             |  |  |               |                |               |               |               |               |               |  |  |                  |                  |                  |                  |                  |                  |                  |  |  |            |            |            |            |            |            |            |
| 6           | S Báez          | 6           | 6           |             |             |             |  |  |               |                |               |               |               |               |               |  |  |                  |                  |                  |                  |                  |                  |                  |  |  |            |            |            |            |            |            |            |
| WC          | C Ugo Carabelli | 4           | 4           |             |             |             |  |  | 6             | S Báez         | 3             | 4             |               |               |               |  |  |                  |                  |                  |                  |                  |                  |                  |  |  |            |            |            |            |            |            |            |
|             | F Díaz Acosta   | 6           | 2           | 3           |             |             |  |  |               | T Seyboth Wild | 6             | 6             |               |               |               |  |  |                  |                  |                  |                  |                  |                  |                  |  |  |            |            |            |            |            |            |            |
|             | T Seyboth Wild  | 3           | 6           | 6           |             |             |  |  |               |                |               |               |               |               |               |  |  |                  | T Seyboth Wild   | 63               | 3                |                  |                  |                  |  |  |            |            |            |            |            |            |            |
|             | A Müller        | 3           | 3           |             |             |             |  |  |               |                |               |               |               |               |               |  |  | Q                | L Djere          | 7                | 6                |                  |                  |                  |  |  |            |            |            |            |            |            |            |
| Q           | L Djere         | 6           | 6           |             |             |             |  |  | Q             | L Djere        | 2             | 6             | 7             |               |               |  |  |                  |                  |                  |                  |                  |                  |                  |  |  |            |            |            |            |            |            |            |
|             |                 |             |             |             |             |             |  |  | 4             | A Tabilo       | 6             | 1             | 62            |               |               |  |  |                  |                  |                  |                  |                  |                  |                  |  |  |            |            |            |            |            |            |            |
|             |                 |             |             |             |             |             |  |  |               |                |               |               |               |               |               |  |  |                  |                  |                  |                  |                  |                  |                  |  |  | Q          | L Djere    | 63         | 7          | 1          |            |            |
| 8           | TM Etcheverry   | 3           | 3           |             |             |             |  |  |               |                |               |               |               |               |               |  |  |                  |                  |                  |                  |                  |                  |                  |  |  |            | J Fonseca  | 7          | 5          | 6          |            |            |
|             | J Fonseca       | 6           | 6           |             |             |             |  |  |               | J Fonseca      | 2             | 6             | 6             |               |               |  |  |                  |                  |                  |                  |                  |                  |                  |  |  |            |            |            |            |            |            |            |
|             | H Gaston        | 3           | 2           |             |             |             |  |  | LL            | F Coria        | 6             | 4             | 2             |               |               |  |  |                  |                  |                  |                  |                  |                  |                  |  |  |            |            |            |            |            |            |            |
| LL          | F Coria         | 6           | 6           |             |             |             |  |  |               |                |               |               |               |               |               |  |  |                  | J Fonseca        | 3                | 6                | 7                |                  |                  |  |  |            |            |            |            |            |            |            |
|             | M Navone        | 6           | 6           |             |             |             |  |  |               |                |               |               |               |               |               |  |  |                  | M Navone         | 6                | 4                | 5                |                  |                  |  |  |            |            |            |            |            |            |            |
| WC          | F Comesaña      | 4           | 4           |             |             |             |  |  |               | M Navone       | 6             | 7             |               |               |               |  |  |                  |                  |                  |                  |                  |                  |                  |  |  |            |            |            |            |            |            |            |
|             |                 |             |             |             |             |             |  |  | 2             | H Rune         | 1             | 62            |               |               |               |  |  |                  |                  |                  |                  |                  |                  |                  |  |  |            |            |            |            |            |            |            |
|             |                 |             |             |             |             |             |  |  |               |                |               |               |               |               |               |  |  |                  |                  |                  |                  |                  |                  |                  |  |  |            |            |            |            |            |            |            |

## Riferimenti
1. ↑  (EN) Mónica Barberán Munera, Schwartzman, two weeks away from retirement: “Winning or losing matches is not a goal”, su puntodebreak.com, 3 febbraio 2025 (archiviato l'8 febbraio 2025).
2. ↑  (EN) Liam Llewellyn, Diego Schwartzman admits what’s shocked him as he wins in first round at Argentina Open to stave off retirement, su thetennisgazette.com, The Tennis Gazette, 13 febbraio 2025 (archiviato il 14 febbraio 2025).
3. ↑  (EN) Diego Schwartzman retires from tennis after second-round loss at Argentina Open 2025, su sportstar.thehindu.com, 13 febbraio 2025 (archiviato il 14 febbraio 2025).
4. ↑  (EN) “A dream” - teenager Fonseca wins first ATP Tour title, su bbc.co.uk, 16 febbraio 2025 (archiviato il 16 febbraio 2025).
5. ↑  (EN) John Berkok, Joao Fonseca becomes first man born in 2006 or later to reach an ATP final in Buenos Aires, su tennis.com, 16 febbraio 2025 (archiviato il 16 febbraio 2025).
6. ↑  (EN) ATP Staff, Next Gen ATP Brand Unveils Exciting Changes to Transform Tennis Landscape From 2024, su atptour.com, 20 dicembre 2023 (archiviato il 20 dicembre 2023).
7. ↑  (EN) Fonseca makes history in Buenos Aires, wins first ATP Tour title, su atptour.com, 16 febbraio 2025 (archiviato il 16 febbraio 2025).
8. ↑  (EN) ATP Rankings - PIF ATP Rankings (Singles) - ATP Tour - Tennis, su atptour.com, 18 febbraio 2025 (archiviato il 18 febbraio 2025).
9. ↑  (EN) Joao Fonseca - Rankings History - ATP Tour - Tennis, su atptour.com, 18 febbraio 2025.